# Алексеев, Юрий Васильевич (поэт)
Алексеев Юрий Васильевич (8 июля 1947, Новогеоргиевск, Кировоградская область — 23 апреля 2015, Пушкин, Санкт-Петербург) — русский поэт, представитель ленинградского андеграунда. Ученик Татьяны Гнедич.

## Биография
Окончил вечернее отделение исторического факультета Ленинградского государственного университета. Сменил множество профессий — от гардеробщика до инструктора Пушкинского райкома КПСС, затем был заместителем директора по научной работе в Екатерининском дворце (город Пушкин).
Стихи начал писать в 16 лет. Занимался в лито Татьяны Григорьевны Гнедич (1907—1976), в круг учеников которой входили поэты и переводчики К. К. Кузьминский, В. Г. Ширали, В. П. Бетаки, В. Б. Кривулин, Т. С. Буковская, принадлежавшие к андеграундной, «самиздатовской» литературе Ленинграда 1970—1980-х годов. Печатался в газете «Вперёд».
Единственный раз, в 1971 году, после участия в семинаре молодых литераторов при Союзе писателей, Ю. Алексеев получил рекомендацию к изданию собственного сборника стихов в Лениздате, но книга так и не была издана. После этого он всегда писал «в стол», стихи читал на поэтических «квартирниках». Печататься стал только в 1990-е годы. Первым его издателем стал В. Немтинов. Кроме того, стихи Ю. Алексеева публиковались в антологии «У голубой лагуны», альманахе «Цветослов утешной столицы…», «Царскосельской антологии» и других поэтических сборниках. Наиболее полный сборник его стихов «Мы бежали по Невскому вверх» издан посмертно в издательстве «Калейдоскоп» во Владимире Евгением Зарецким, его товарищем по ЛИТО Т. Г. Гнедич.
Ю. Алексеев не был ярким новатором в литературе, но искренность и органичность творчества делают его узнаваемым и отвечают критериям настоящей поэзии. Одним из программных стихов Ю. Алексеева, наиболее ярко отразившим ленинградское время «оттепели», надежд на свободное творчество, явилось стихотворение «Мы бежали по Невскому вверх…».

## Изданные книги
- Алексеев Ю. В. Тени: книга стихов. — СПб.: Издатель Виктор Немтинов, 2010. — 100 с. — ISBN 978-5-93425-019-6.
- Алексеев Ю. В. Голоса и силуэты. — Владимир: Калейдоскоп, 2016. — 127 с. — ISBN 978-5-88636-153-7.
- Алексеев Ю. В. Мы бежали по Невскому вверх. — Владимир: Калейдоскоп, 2017. — 192 с. — ISBN 978-5-88636-201-5.
- Царскосельская антология / Сост. Б. А. Чулков при участии А. Ю. Арьева, вст. статья и комм. А. Ю. Арьева. — СПБ: Пушкинский дом, Вита нова, 2016. — С. 468—472. ISBN 978-5-87781-063-1.